# Instituto Plantarum

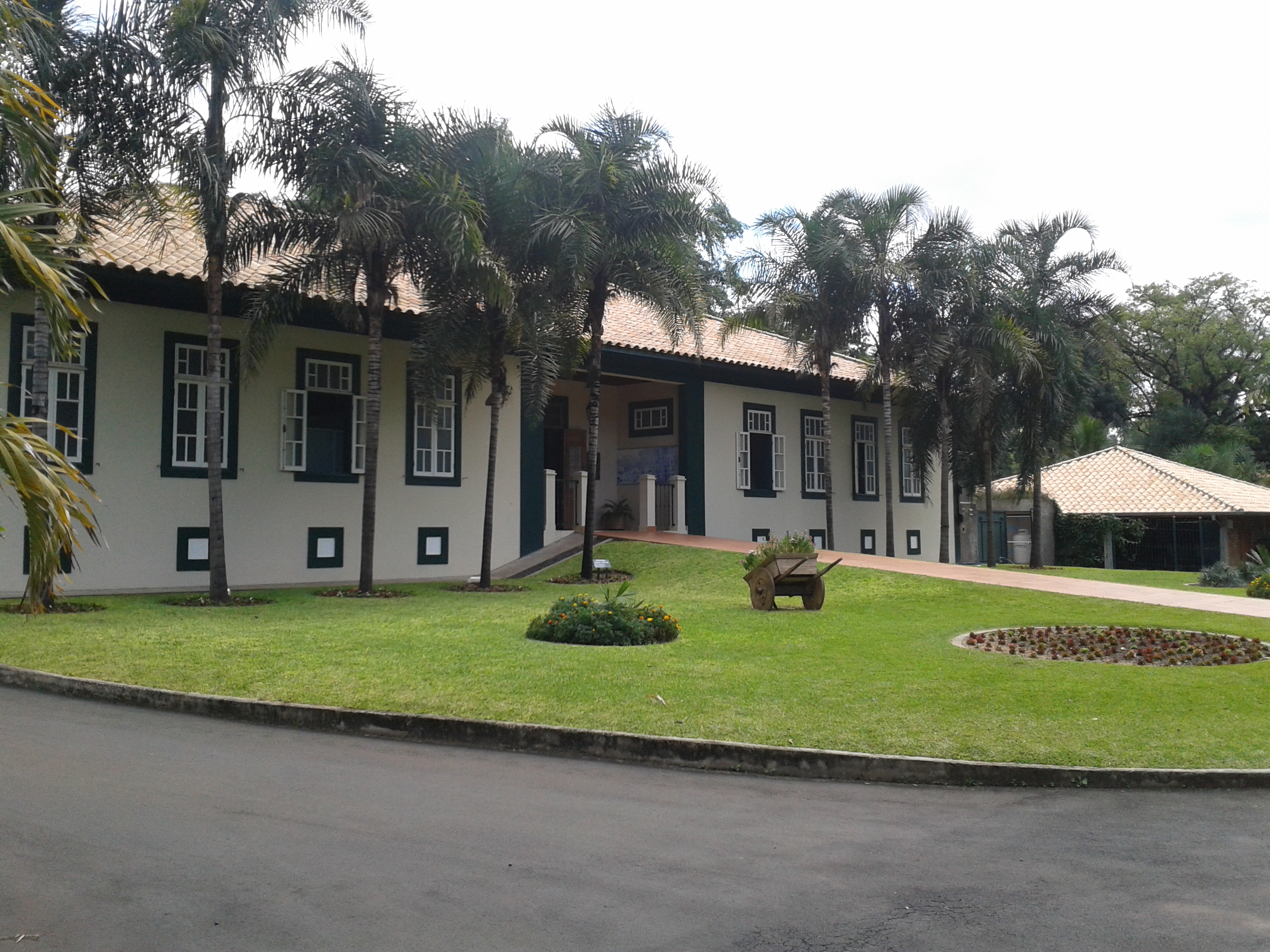

Instituto Plantarum is een botanisch onderzoeksinstituut in Nova Odessa in de Braziliaanse deelstaat São Paulo. De formele naam van het instituut is Instituto Plantarum de Estudos da Flora ('Planteninstituut voor studies van de flora'). Het onderzoeksinstituut is in 1981 opgericht door agronomisch ingenieur Harri Lorenzi, die nu nog steeds de directeur is.
Het onderzoeksinstituut richt zich op onderzoek van de flora van Brazilië. Een bibliotheek, een laboratorium, een botanische tuin van 8 hectare en een herbarium maken deel uit van het instituut. Het instituut organiseert regelmatig botanische expedities door Brazilië. Tevens is het instituut verantwoordelijk voor Engelstalige en Portugeestalige publicaties met betrekking tot de Braziliaanse flora.
Naast Harri Lorenzi is ook botanicus Mauro Peixoto werkzaam geweest bij Instituto Plantarum. Hij heeft zich beziggehouden met het opzetten van de plantencollectie. Onder andere soorten uit de families Gesneriaceae en Passifloraceae worden in de botanische tuin gekweekt. Onder meer Passiflora picturata is in de collectie aanwezig.
Instituto Plantarum is lid van Botanic Gardens Conservation International (BGCI), een internationaal samenwerkingsverband van botanische tuinen dat zich richt op het behoud van de biodiversiteit van planten.